# Karen Chee
Karen Chee (24 de novembro de 1995) é uma comediante, ensaísta e escritora estadunidense. É conhecida por trabalhar como escritora em Late Night with Seth Meyers, tendo também colaborado em Full Frontal with Samantha Bee e The Late Show with Stephen Colbert.